# Ujung (Singkil)
Ujung is een bestuurslaag in het regentschap Aceh Singkil van de provincie Atjeh, Indonesië. Ujung telt 1836 inwoners (volkstelling 2010).